# 費拉謝峰

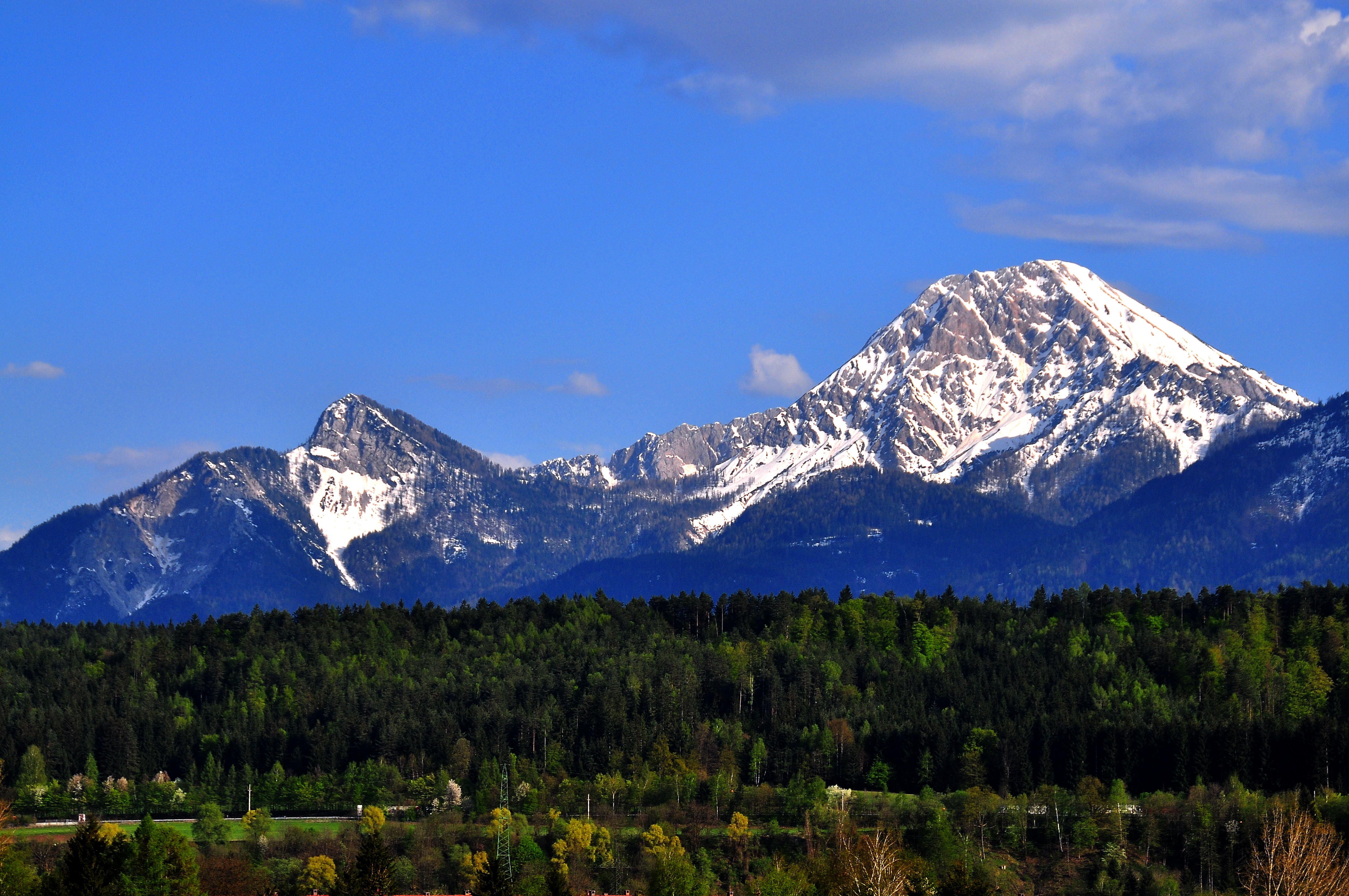

46°31′17″N 13°57′51″E / 46.521404°N 13.964225°E
費拉謝峰（德語：Ferlacher Spitze），是奧地利的山峰，位於該國南部，由克恩頓州負責管轄，屬於卡拉萬克斯山脈的一部分，距離米塔格斯科格爾山1.2公里，海拔高度1,742米，每年平均降雨量2,160毫米。